# Miejski Zakład Komunikacji w Jarosławiu

## Historia
W związku z rozwojem miasta na początku lat 70., w marcu 1972 roku, uchwałą Prezydium Miejskiej Rady Narodowej powołano Miejską Komunikację Samochodową, która była częścią Zakładów Miejskiego Przedsiębiorstwa Gospodarki Komunalnej.
Na początku Zakład posiadał 6 autobusów marki SAN H-100, które kursowały na 3 liniach podmiejskich.
1 stycznia 1976 roku MKS weszła w skład Oddziału Komunikacji Miejskiej w Przemyślu.
26 lipca 1991 Miejska Komunikacja Samochodowa zaczęła funkcjonować jako zakład budżetowy Urzędu Miasta Jarosławia pod nazwą Miejski Zakład Komunikacji.
Do końca roku 2010 główny tabor stanowiły polskie autobusy Jelcz M11 oraz Autosan H9-35. W MZK także jeździł (obecnie tylko stoi na bazie) Kutsenits City III (1 sztuka), autobusy Mercedes O305 (5 sztuk) i Mercedes O405 (2 sztuki). Jednak pod koniec 2010 roku zostało zakupionych 10 czeskich autobusów SOR BN 9,5.
W ostatnich latach MZK likwidowało coraz mniej rentowne linie oraz zmniejszało częstotliwość kursowania autobusów. Jednak wraz z zakupem nowych czeskich autobusów firmy SOR zwiększono częstotliwość kursowania autobusów oraz uruchomiono nowe linie.
MZK ma siedzibę na ul. Zamkowej 1 (przy drodze nr 865 w kierunku Bełżca)

## Linie
Autobusy MZK w Jarosławiu kursują na następujących liniach:
- 0 - linia miejska - ul. Zbożowa (Provimi Polska, dawniej P.Z.Z.) ↔ os. Piłsudskiego
- 0bis - linia miejska - ul. Zbożowa ↔ ul. Zbożowa (koło przez: ul. Grunwaldzka, ul. Jana Pawła, ul. Szczytniańska, ul. Lotników, ul. Krakowska) - linia zawieszona od 23.06.2011r.
- 1 - ul. Zbożowa ↔ Pawłosiów - linia zawieszona
- 2 - ul. Poniatowskiego ↔ Pełkinie linia zawieszona.
- 3 - ul. Królowej Jadwigi ↔  Boratyn
- 4 - ul. Królowej Jadwigi ↔ Kidałowice - linia zawieszona
- 5 - ul. Zbożowa ↔ Wiązownica - linia zawieszona
- 6 - ul. Królowej Jadwigi – Tuczempy - linia zawieszona
- 7 - ul. Królowej Jadwigi ↔ Cieszacin Wielki linia zawieszona
- 8 - linia miejska - ul. Królowej Jadwigi ↔ ul. Stawki
- 9 - linia miejska - (PZZ) ul. Grunwaldzka ↔ ul. Grunwaldzka (PZZ), (koło przez: ul. Jana Pawła II, ul. Krakowska, PZZ od 1.03.2015 r.

ul. Lotników, ul. Strzelecka, ul. Pruchnicka, ul. Poniatowskiego) ul. Zbożowa (PZZ) 10 - ul. Królowej Jadwigi ↔ Kostków
- 11 - ul. Królowej Jadwigi ↔ Wietlin - linia zawieszona
- 12 - ul. Królowej Jadwigi ↔ Wietlin Osada linia zawieszona.
- 13 - ul. Królowej Jadwigi ↔ Ożańsk
- 14 - linia miejska - ul. Królowej Jadwigi ↔ ul. Misztale
- 15 - linia miejska - PZZ ↔ PKP ↔  ul. Krakowska (z ul. Krakowskiej w kierunku PZZ autobus jedzie trasą: Słowackiego - Pruchnicka (do ronda) - Pruchnicka - Poniatowskiego)
- 16 - linia miejska -  ul. Zbożowa ↔ ul. Zbożowa (koło przez: ul. Poniatowskiego, ul. Sikorskiego, ul. Grunwaldzka, ul. Kraszewskiego – Konfederacka, ul. Jana Pawła II, ul. Słowackiego, ul. Pruchnicka (do ronda), ul. Pruchnicka,  ul. Poniatowskiego, ul. 3 Maja)
- 17 - ul. Królowej Jadwigi ↔ Wola Buchowska

## Tabor
| Typ autobusu                                         | przewóz osób na wózkach | Liczba |
| ---------------------------------------------------- | ----------------------- | ------ |
| Autosan H9-35                                        |                         | 1      |
| Mercedes O305                                        |                         | 0      |
| Mercedes O405                                        |                         | 2      |
| SOR BN 9,5                                           | przewóz osób na wózkach | 11     |
| Wszystkie pojazdy                                    | Wszystkie pojazdy       | 14     |
| Udział autobusów niskopodłogowych i niskowejściowych |                         |        |